# Glenea mephisto
Glenea mephisto är en skalbaggsart som beskrevs av Thomson 1879. Glenea mephisto ingår i släktet Glenea och familjen långhorningar. Inga underarter finns listade i Catalogue of Life.